# Grupul Special de Protecție și Intervenție
Grupul Special de Protecție și Intervenție (GSPI) „Acvila” a fost înființată în ianuarie 2003 ca urmare a globalizării fenomenului terorist și a atentatelor din octombrie 2002 de la Teatrul Dubrovka din Moscova și în urma unei documentări de peste doi ani, în cadrul unităților similare din țările membre ale Uniunii Europene.
Este subordonată ministrului de interne și coordonat de secretarul de stat Șef al Departamentului Ordine și Siguranță Publică.
Nu este foarte cunoscută, dar Ministerul de Interne a reușit să-și facă din această unitate un instrument care în prezent poate să răspundă la toate tipurile de misiuni.
Din anul 2007, GSPI Acvila face parte din Asociația Internațională "Atlas", o organizație a forțelor speciale din Uniunea Europeană care aparține de Europol.
România are în prezent doar două astfel de unități de forțe speciale: Acvila și Forțele Speciale ale MAPN.

## Structură
În anul 2007, GSPI Acvila avea 95 de oameni, aleși după criterii drastice.
Dintre aceștia, doar 65 erau luptători, ceilalți asigurau logistica, securitatea, dispeceratul sau comunicațiile unității.
În martie 2009, GSPI Acvila a trecut în subordinea Jandarmeriei Române.
În 2015, în timp ce la conducerea MAI se afla Gabriel OPREA, unitatea ACVILA se reorganizează și trece în subordinea D.I.P.I. ( fosta U.M.0215, cunoscuta popular "doi și-un sfert ).
Această unitate este un răspuns la nevoile actuale ale României, ale M.I.R.A și a Comunității Europene în perspectiva aderării la U.E.
Premergător înființării ei, doi ofițeri de poliție români au călătorit, studiat și dezbătut cu specialiști în domeniul intervenției antiteroriste și contrateroriste din statele U.E. problematica, structura organizatorică, resursele umane, modalități și programe de pregătire în vederea obținerii unei operaționalizări rapide, în timp foarte scurt.
La formarea unității, din punct de vedere structural, ierarhic, organizatoric, material și uman, G.S.P.I. "Acvila" nu diferă cu mult de celelalte unități de intervenție din U.E., ea beneficiind de prezența, experiența și cunoștința a trei ofițeri de intervenție contra teroristă a G.S.G.-9.
Structura organizatorică este aproximativ asemănătoare cu cea a G.S.G.-9 din Germania.
Unitatea este subordonată direct Ministerului Internelor și Reformei Administrative.Este o unitate civilă(cadrele sunt considerate funcționari publici cu statut special, ca și polițiștii).
Unitatea beneficiază de grupuri de luptă și grupuri de sprijin:
Grupurile de luptă
- - Grup de luptă
- - Lunetiști
- - Protecție

Desfășoară activități privind: 
Pregătirea fizică 
Pregătirea psihologică 
Alpinism 
Parașutism. Desant aerian 
Scafandrerie 
Pirotehnic. Dispozitive explozive controlate 
Conducere agresivă 
Tehnici și tactici de progresie 
Tehnici și tactici de tragere instinctuală 
Protecție VIP 
Măsuri de prim ajutor
Durata de formare și specializare a unui luptător este între 3 și 5 ani.
Grupurile de sprijin
Sunt formate din personalul unității care asigură desfășurarea normală a activităților acesteia, a programului de pregătire a grupurilor de luptă și asigurarea medicală.
Activitate
Unitatea a fost creată pentru a putea fi folosită în situații extreme, atunci când, pentru îndeplinirea misiunilor, este necesară o pregătire specială din partea oamenilor, o dotare deosebită.
Dotarea materială, pregătirea personalului, mobilitatea unității oferă posibilitatea de a acționa în orice moment, în oricare colț al țării și pe mare, în orice fel de condiții.
Unitatea desfășoară ~70% din timp pentru pregătire și perfecționare în diferite domenii și desfășoară misiuni care comportă un grad de risc foarte ridicat.
Misiuni
Este cunoscut faptul că misiunile executate de această unitate prezintă un grad de risc ridicat.Din anumite informații apărute în mass-media, unitatea și-a adus aportul la capturarea clanului Clămparu în colaborare cu alte unități din UE(descinderile au avut loc în mai multe state), precum și la securizarea anumitor obiective pe timpul Summit-ului NATO 2008 desfășurat în București.
Recrutare
Recrutarea viitoarelor cadre GSPI "Acvila" se realizează prin selecția personalului din unități precum SSPIR/DPIR, BSIJ, SIIAS, constând în teste psihologice, teste fizice, teste de tragere etc.